# 49. Tony-gála
A 49. Tony-gála az 1994/1995-ös szezon legjobb Broadway színházi alakításait értékelte. A díjátadót 1995. június 4-én tartották a New York-i Minskoff Theatreben, a műsor házigazdái Nathan Lane, Glenn Close és Gregory Hines voltak. A gálát az CBS televízióadó közvetítette élőben.

## Győztesek és jelöltek
A nyertesek félkövérrel jelölve.
| Legjobb színdarab | Legjobb musical |
| --- | --- |
| - Love! Valour! Compassion! – Terrence McNally - Árkádia – Tom Stoppard - Having Our Say – Emily Mann - Rettenetes szülők – Jean Cocteau | - Alkony sugárút - Smokey Joe's Cafe |
| Legjobb színdarab újra a színpadon | Legjobb musical újra a színpadon |
| - Az örökösnő - Hamlet - The Molière Comedies - A tetovált rózsa | - Komédiások hajója - How to Succeed in Business Without Really Trying |
| Legjobb férfi főszereplő színdarabban | Legjobb női főszereplő színdarabban |
| - Ralph Fiennes – Hamlet (Hamlet) - Brian Bedford – The Molière Comedies (Sganarelle) - Roger Rees – Rettenetes szülők (George) - Joe Sears – A Tuna Christmas (További szereplők)                                                                 | - Cherry Jones – Az örökösnő (Catherine Sloper) - Mary Alice – Having Our Say (Bessie Delany) - Eileen Atkins – Rettenetes szülők (Léonie) - Helen Mirren – Egy hónap falun (Natalia Petrovna)                           |
| Legjobb férfi főszereplő musicalben | Legjobb női főszereplő musicalben |
| - Matthew Broderick – How to Succeed in Business Without Really Trying (J. Pierrepont Finch) - Alan Campbell – Alkony sugárút (Joe Gillis) - Mark Jacoby – Komédiások hajója (Gaylord Ravenal) - John McMartin – Komédiások hajója (Andy kapitány) | - Glenn Close – Alkony sugárút (Norma Desmond) - Rebecca Luker – Komédiások hajója (Magnolia Hawks) |
| Legjobb férfi mellékszereplő színdarabban | Legjobb női mellékszereplő színdarabban |
| - John Glover – Love! Valour! Compassion! (John Jeckyll/James Jeckyll) - Stephen Bogardus – Love! Valour! Compassion! (Gregory Mitchell) - Anthony Heald – Love! Valour! Compassion! (Perry Sellars) - Jude Law – Rettenetes szülők (Michael)      | - Frances Sternhagen – Az örökösnő (Lavinia Penniman) - Suzanne Bertish – The Molière Comedies (Lisette/Sganerelle felesége) - Cynthia Nixon – Rettenetes szülők (Madeleine) - Mercedes Ruehl – The Shadow Box (Beverly) |
| Legjobb férfi mellékszereplő musicalben | Legjobb női mellékszereplő musicalben |
| - George Hearn – Alkony sugárút (Max Von Mayerling) - Michel Bell – Komédiások hajója (Joe) - Joel Blum – Komédiások hajója (Frank) - Victor Trent Cook – Smokey Joe's Cafe (További szereplők)                                                    | - Gretha Boston – Komédiások hajója (Queenie) - Brenda Braxton – Smokey Joe's Cafe (További szereplők) - B.J. Crosby – Smokey Joe's Cafe (További szereplők) - DeLee Lively – Smokey Joe's Cafe (További szereplők)      |
| Legjobb szövegkönyv musicalben | Legjobb eredeti zene |
| - Alkony sugárút – Don Black, Christopher Hampton | - Alkony sugárút – Andrew Lloyd Webber (zene), Don Black, Christopher Hampton (dalszöveg) |
| Legjobb díszlettervezés | Legjobb jelmeztervezés |
| - John Napier – Alkony sugárút - John Lee Beatty – Az örökösnő - Stephen Brimson Lewis – Rettenetes szülők - Mark Thompson – Árkádia | - Florence Klotz – Komédiások hajója - Jane Greenwood – Az örökösnő - Stephen Brimson Lewis – Rettenetes szülők - Anthony Powell – Alkony sugárút                                                                        |
| Legjobb látványtervezés | Legjobb koreográfia |
| - Andrew Bridge – Alkony sugárút - Beverly Emmons – Az örökösnő - Mark Henderson – Rettenetes szülők - Paul Pyant – Árkádia | - Susan Stroman – Komédiások hajója - Bob Avian – Alkony sugárút - Wayne Cilento – How to Succeed in Business Without Really Trying - Joey McKneely – Smokey Joe's Cafe                                                  |
| Legjobb színdarabrendező | Legjobb musicalrendező |
| - Gerald Gutierrez – Az örökösnő - Emily Mann – Having Our Say - Joe Mantello – Love! Valour! Compassion! - Sean Mathias – Rettenetes szülők | - Harold Prince – Komédiások hajója - Des McAnuff – How to Succeed in Business Without Really Trying - Trevor Nunn – Alkony sugárút - Jerry Zaks – Smokey Joe's Cafe                                                     |

### Különdíjak
- A legjobb körzeti színház: Goodspeed Opera House
- Tiszteletbeli Tony-díj kíválló színházi teljesítményért: Jessica Tandy, Hume Cronyn
- Színházi életműdíj: Carol Channing, Harvey Sabinson

## Előadott számok és jelenetek
- Smokey Joe's Cafe ("On Broadway")
- How to Succeed in Business Without Really Trying ("Brotherhood of Man" - Matthew Broderick, Lillias White)
- Komédiások hajója ("Kim's Charleston" - Elaine Stritch, Tammy Amerson)
- Alkony sugárút ("As If We Never Said Goodbye" - Glenn Close)
- Busker Alley ("Busker Alley" - Tommy Tune)
- Mesterkurzus (Zoe Caldwell, Audra McDonald)
- Grease ("We Go Together")
- Hello, Dolly!

## Műsorvezetők
A gálán az alábbi műsorvezetők működtek közre:
- Maria Conchita Alonso
- Lauren Bacall
- Alec Baldwin
- Carol Burnett
- Red Buttons
- Walter Cronkite
- Jim Dale
- Laurence Fishburne
- Gloria Foster
- Michele Lee
- Lonette McKee
- Robert Morse
- Sarah Jessica Parker
- Jon Secada
- Patrick Stewart
- Elaine Stritch
- Marlo Thomas
- Kathleen Turner
- Joan Van Ark

## Fordítás
- Ez a szócikk részben vagy egészben  a(z)   49th Tony Awards című angol Wikipédia-szócikk fordításán alapul.  Az eredeti cikk szerkesztőit annak laptörténete sorolja fel. Ez a jelzés csupán a megfogalmazás eredetét és a szerzői jogokat jelzi, nem szolgál a cikkben szereplő információk forrásmegjelöléseként.